# 1月4日
1月4日（いちがつよっか）は、グレゴリオ暦で年始から4日目に当たり、年末まであと361日（閏年では362日）ある。

## できごと
- 1698年 - ロンドンのホワイトホール宮殿の大半が火事により焼失。
- 1877年 - 地租改正反対一揆の頻発により、地租を地価の3%から2.5%に引き下げ。
- 1879年 - 明治政府が平安時代から実施されていた梟首刑（晒し首）を廃止。
- 1882年 - 日本で「軍人勅諭」が発布される。
- 1884年 - ロンドンでフェビアン協会設立[1]。
- 1886年 - 旧兌換銀行券5円(裏大黒5円)が発行。
- 1894年 - 露仏同盟が正式に成立。
- 1896年 - ユタ準州が昇格してアメリカ合衆国45番目の州・ユタ州となる。
- 1903年 - 電流戦争：トーマス・エジソンの会社がサーカスの象トプシーを電気ショックにより処刑。
- 1927年 - 武漢の民衆が漢口英租界を占領。
- 1932年 - インドの植民地政府が国民会議派を非合法化し、マハトマ・ガンディーら指導者を逮捕。
- 1936年 - アメリカの音楽雑誌『ビルボード』が世界初の音楽ヒットチャートを発表。
- 1941年 - 皖南事変。中国共産党の新四軍を中国国民党軍が攻撃。
- 1946年 - GHQが軍人・戦犯・軍国主義者・政治家などの公職追放、超国家主義者の団体を解散させる指令を発出[2]。
- 1948年 - ビルマ（現在のミャンマー）がイギリスから独立し、ビルマ連邦共和国が成立。
- 1948年 - 日本とアメリカの間で国際電話が開通。
- 1951年 - 朝鮮戦争: 中華人民共和国軍と北朝鮮軍がソウルを占領。
- 1952年 - 第二次中東戦争: イギリス軍がスエズ運河を閉鎖。
- 1955年 - ビキニ被災補償でアメリカ合衆国が200万ドルの慰謝料を支払うことが日米の間で公文交換される。
- 1956年 - アメリカ政府が在日米地上軍の削減を発表。
- 1958年 - 前年に打ち上げられたソ連の人工衛星スプートニク1号が大気圏に再突入し消滅。
- 1959年 - ソ連の月探査機「ルナ1号」が月近傍を通過した後、史上初の人工惑星となる。
- 1968年 - 東証株価指数の基準日。この日の時価総額を100として算出する。
- 1970年 - 日本最長寿のドキュメンタリー番組であるNNNドキュメントが放送を開始[3]。
- 1977年 - 青酸コーラ無差別殺人事件。
- 1979年 - ダグラス・グラマン事件: アメリカ証券取引委員会で、グラマン社が自社の早期警戒機の売り込みのため日本の政府高官に不正資金を渡したことを告発。
- 1980年 - ソ連のアフガニスタン侵攻に対して、カーター米大統領が報復措置・穀物輸出削限等を表明。
- 1984年 - 日本の都市銀行13行の相互接続サービス「BANCS」が運用開始。
- 1989年 - シドラ湾事件。シドラ湾上空でアメリカ海軍部隊とリビア空軍が交戦し、リビア空軍機2機が撃墜される。
- 1991年 - 中華人民共和国の梅里雪山で、日中合同登山隊が大量遭難死。
- 1992年 - 東京ドームで新日本プロレス「超戦士in闘強導夢」が開催される。これ以降、新日本プロレスは毎年1月4日に東京ドーム興行を開催。
- 1995年 - オウム真理教被害者の会会長VX襲撃事件。
- 1995年 - Sony Computer Entertainment Europeの設立を発表。本社は英国ロンドンに置く。
- 2004年 - NASAの火星探査機「スピリット」が火星表面に着陸。
- 2005年 - 軽自動車のナンバープレートの分類番号3桁化、希望番号制を実施（自家用のみ）。
- 2006年 - 東京三菱銀行とUFJ銀行とが合併した、三菱東京UFJ銀行（現：三菱UFJ銀行）が営業開始。
- 2007年 - ナンシー・ペロシが女性として初めてアメリカ合衆国下院議長に就任。
- 2009年 - インドネシア東部のニューギニア島沖でマグニチュード7.6、同7.4の2回の地震が発生[4]（ニューギニア島沖地震）。
- 2010年 - アラブ首長国連邦のドバイで、ブルジュ・ハリファ（世界一高い超高層ビル）が完成[5]。
- 2010年 - 東京証券取引所で世界最高水準の高速性・信頼性・拡張性を兼ね備えた現物商品の売買システムアローヘッドが稼働[6]。
- 2018年 - 日本相撲協会臨時評議員会において、貴乃花親方の理事解任、役員待遇委員への降格が決議[7]。

## 誕生日

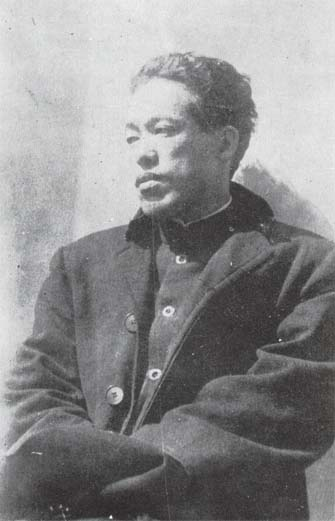
小説家、夢野久作(1889-1936)誕生。

- 968年（乾徳5年12月2日） - 真宗、北宋第3代皇帝（+ 1022年）
- 1590年（天正20年、文禄元年）-松平忠輝（ただし『幕府祚胤伝』では1月4日だが『本光国師日記』では8月9日と記されている。）
- 1602年（慶長6年閏11月11日）- 藤堂高次、第2代津藩主（+ 1676年）
- 1643年 - アイザック・ニュートン、科学者（+ 1727年）
- 1710年 - ジョヴァンニ・バッティスタ・ペルゴレージ、作曲家（+ 1736年）
- 1733年（享保17年11月19日）- 大関増備、第8代黒羽藩主（+ 1764年）
- 1748年（寛延元年11月16日）- 松平重富、第12代福井藩主（+ 1809年）
- 1753年（宝暦2年12月1日）- 黒田治之、第7代福岡藩主（+ 1781年）
- 1782年（天明元年11月21日）- 相馬樹胤、第10代相馬中村藩主（+ 1839年）
- 1785年 - ヤーコプ・グリム、文献学者、グリム兄弟の兄（+ 1863年）
- 1809年 - ルイ・ブライユ、点字の開発者（+ 1852年）
- 1813年 - アレクサンダー・フォン・バッハ、政治家（+ 1893年）
- 1818年（文化元14年11月28日）- 水野勝進、第8代結城藩主（+ 1873年）
- 1831年（文政13年11月21日）- 大村純熈、第12代大村藩主（+ 1882年）
- 1838年（天保8年12月9日）- 大関増裕、第15代黒羽藩主（+ 1868年）
- 1848年（弘化4年11月28日） - 桂太郎、政治家、第11・13・15代内閣総理大臣（+ 1913年）
- 1855年（安政元年11月16日）- 岡部長職、第13代岸和田藩主・子爵（+ 1925年）
- 1862年（文久元年12月5日）- 三好学、植物学者（+ 1939年）
- 1874年 - ヨセフ・スク、作曲家（+ 1935年）
- 1882年 - 梅津美治郎、陸軍大将（+ 1949年）
- 1883年 - 南波杢三郎、検察官（+ 1967年）
- 1886年 - 高畠素之、社会思想家（+ 1928年）
- 1889年 - 夢野久作、小説家（+ 1936年）
- 1896年 - エヴァレット・ダークセン、アメリカ合衆国上院少数党院内総務（+ 1969年）
- 1896年 - アンドレ・マッソン、画家（+ 1987年）
- 1898年 - 山縣昌夫、船舶工学者（+ 1981年）
- 1898年 - 鈴木信雄、弁護士、政治家、実業家、静岡県民放送初代社長（+ 1979年）
- 1899年 - 野々山広三郎、実業家、元サッポロビール社長（+ 1985年）
- 1899年 - 橋浦はる子、社会運動家、日本で初めてデモ活動に参加した女性（+ 1975年）
- 1900年 - ジェームズ・ボンド、鳥類学者（+ 1989年）
- 1900年 - 奥村喜和男、逓信官僚（+ 1969年）
- 1901年 - C・L・R・ジェームズ、作家、ジャーナリスト（+ 1989年）
- 1902年 - 阿部武雄、作曲家（+ 1968年）
- 1903年 - 古井喜実、内務官僚、政治家（+ 1995年）
- 1904年 - 比佐芳武、脚本家（+ 1981年）
- 1912年 - 小柳勇、政治家（+ 2005年）
- 1913年 - マリエトア・タヌマフィリ2世、サモア大首長（+ 2007年）
- 1915年 - 桑野通子、女優（+ 1946年）
- 1919年 - 梶木又三、官僚、政治家（+ 2008年）
- 1919年 - 平野愛子、歌手（+ 1981年）
- 1919年 - 三田政夫、プロ野球選手（+ 没年不詳）
- 1922年 - 山田風太郎、小説家（+ 2001年）
- 1922年 - ドリーン・ヴァリアンテ、ウィッカン（+ 1999年）
- 1925年 - 鈴木文彌、アナウンサー（+ 2013年）
- 1926年 - 三上隆三、経済学者、和歌山大学名誉教授（+ 2019年）
- 1927年 - ラウロ・フレッド・カヴァゾス、政治家、医学者、教育者（+ 2022年）
- 1927年 - 坂上昭一、生物学者、北海道大学名誉教授（+ 1996年）
- 1929年 - ギュンター・シャボフスキー、ドイツ社会主義統一党政治局員（+ 2015年）
- 1930年 - 光岡知足、農学博士、微生物学者（+ 2020年）
- 1930年 - 武井保雄、元武富士会長（+ 2006年）
- 1932年 - カルロス・サウラ、映画監督（+ 2023年）
- 1933年 - 石橋雅史、俳優、武道家、空手家（+ 2018年）
- 1933年 - 市川昭介、作曲家（+ 2006年）
- 1933年 - 初代コロムビア・ローズ、歌手
- 1933年 - ポール・ヴィリリオ、哲学者（+ 2018年）
- 1935年 - 宇野郁夫、日本生命保険会長（+ 2021年）
- 1935年 - 寺沢徹、元陸上競技選手（+ 2025年）
- 1937年 - 石橋省三、相撲評論家、元アナウンサー
- 1938年 - 藤田小女姫、占い師（+ 1994年）
- 1940年 - 高行健、小説家
- 1940年 - 黒岩秩子、政治家
- 1940年 - 坂田桂三、商法学者、日本大学名誉教授
- 1940年 - 河野高明、プロゴルファー（+ 2010年）
- 1940年 - バート・シャーリー、元プロ野球選手
- 1940年 - ブライアン・ジョゼフソン、物理学者
- 1940年 - ヘルムート・ヤーン、建築家（+ 2021年）
- 1942年 - 三井誠、刑事訴訟法学者、神戸大学名誉教授
- 1944年 - 子門真人、元歌手
- 1944年 - チャーリー・マニエル、元プロ野球選手
- 1944年 - 山中巽、元プロ野球選手
- 1948年 - 岡崎彰、天文学者
- 1948年 - 根津利三郎、元通産官僚
- 1948年 - 長井繁夫、元プロ野球選手
- 1948年 - 大潮憲司、元大相撲力士（+ 2024年）
- 1948年 - 松原良明、元プロ野球選手（+ 1988年）
- 1949年 - 高橋進、政治学者（+ 2010年）
- 1950年 - 丹古母鬼馬二、俳優
- 1950年 - 山口たか、政治家
- 1950年 - 横山忠夫、元プロ野球選手
- 1951年 - バーバラ・コクラン、元アルペンスキー選手
- 1952年 - 藤田賢治、元プロ野球選手
- 1953年 - 橋田和実、政治家、宮崎県西都市長
- 1953年 - ノルベルト・アロンソ、元サッカー選手
- 1956年 - 初音家左橋、落語家
- 1956年 - バーナード・サムナー、ミュージシャン（ニュー・オーダー）
- 1957年 - テレサ野田、元女優
- 1958年 - 三田紀房、漫画家
- 1958年 - 石兼公博、最高裁判所判事
- 1958年 - 宮本亜門、演出家
- 1958年 - 福島豊、医師、政治家
- 1959年 - 本田優、元騎手、調教師
- 1959年 - 蝦名大也、政治家、元北海道釧路市長
- 1960年 - 中山讓、ミュージシャン、YouTuber、元教員
- 1960年 - マリーン、歌手
- 1960年 - マイケル・スタイプ、ミュージシャン（R.E.M.）
- 1961年 - 神谷利徳、インテリアデザイナー
- 1961年 - 松井清隆、元サッカー選手、指導者
- 1961年 - 田辺治、登山家（+ 2010年）
- 1962年 - ダンシング谷村、ものまねタレント
- 1963年 - トレイ・ヒルマン、元プロ野球選手、監督
- 1963年 - エレーナ・ワロワ、フィギュアスケート選手
- 1964年 - 竹内力、俳優
- 1964年 - 八戸かおり、柔道家
- 1964年 - アレクサンドル・ファデーエフ、フィギュアスケート選手
- 1965年 - イヴァン・アタル、俳優、映画監督
- 1965年 - 一本木蛮、漫画家
- 1965年 - ベス・ギボンズ、歌手（ポーティスヘッド）
- 1965年 - 中村達也、ミュージシャン
- 1965年 - 那州雪絵、漫画家
- 1965年 - ギー・フォルジェ、元テニス選手
- 1965年 - 宮下昌己、元プロ野球選手
- 1966年 - 植田裕一、俳優
- 1966年 - 上福元勤、元プロ野球選手（+ 2007年）
- 1966年 - 北島忠雄、将棋棋士
- 1967年 - インゴ、外国人タレント、俳優
- 1967年 - 太田雅彦、アニメーション監督
- 1967年 - デビッド・トムズ、プロゴルファー
- 1967年 - ジョニー・ネルソン、元プロボクサー
- 1968年 - 鶴田道弘、元サッカー選手、指導者
- 1968年 - 松尾潔、音楽プロデューサー
- 1969年 - 石黒圭、言語学者
- 1969年 - 平井真軌、俳優
- 1969年 - 宮本延春、随筆家
- 1970年 - 岡部直治、プロボウラー
- 1970年 - 山本カナコ、女優
- 1970年 - 岡村信悟、ディー・エヌ・エー社長
- 1971年 - 柿崎順一、芸術家、フラワーアーティスト
- 1971年 - 佐藤裕幸、元プロ野球選手
- 1971年 - 山部太、元プロ野球選手
- 1972年 - あべ美幸、漫画家
- 1974年 - 胡桃沢ひろこ、タレント、歌手
- 1974年 - 小林貴虎、政治家
- 1974年 - アンドレアシュ・シュタルケ、騎手
- 1974年 - ダニーロ・ホンド、自転車競技選手
- 1975年 - シェイン・カーウィン、総合格闘家
- 1975年 - 佐藤洋之、アナウンサー
- 1976年 - 杉久武、政治家
- 1976年 - 桑原学、アナウンサー
- 1976年 - グロテス・F・ニポポ、ミュージシャン（元トンガリキッズ）
- 1976年 - テッド・リリー、元プロ野球選手
- 1977年 - 水田竜子、演歌歌手
- 1977年 - 桐生かえみ、声優
- 1977年 - デヴィッド・ミラー、自転車競技選手
- 1978年 - クリストファー・ギッセル、元プロ野球選手
- 1978年 - ドミニク・フルバティ、テニス選手
- 1978年 - 中野洋昌、政治家
- 1979年 - 石崎琴美、カーリング選手
- 1979年 - 岡上和典、元プロ野球選手
- 1980年 - 遠藤明子、タレント
- 1980年 - 重岡千晶、アナウンサー
- 1980年 - 渡辺麻耶、ラジオパーソナリティ
- 1980年 - 高山梨香、元アナウンサー
- 1980年 - 細川亨、元プロ野球選手
- 1980年 - ヤロスラフ・ポポヴィッチ、自転車競技選手
- 1980年 - リカルド・デ・サンティス、野球選手
- 1980年 - ミゲル・モンテイロ、サッカー選手
- 1981年 - 安斉一博、声優
- 1981年 - 鳳恵弥、女優
- 1981年 - 上野拓也、元サッカー選手、指導者
- 1981年 - 小原日登美、元レスリング選手（+ 2025年）
- 1982年 - 伊藤真吾、将棋棋士
- 1982年 - 伊東隼人、声優
- 1982年 - 本橋尚土、声優、ナレーター、司会者
- 1982年 - 二橋純[8]、ミュージカル俳優
- 1982年 - 落合真理、モデル、元バレーボール選手
- 1982年 - 寺居高志、柔道家
- 1982年 - パウロ・フェラーリ、サッカー選手
- 1983年 - 植村花菜、歌手
- 1983年 - 近藤くみこ、お笑いタレント（ニッチェ）
- 1983年 - エバウド・シルバ・ドス・サントス、サッカー選手
- 1983年 - 中井義樹、元サッカー選手
- 1983年 - 世武裕子、シンガーソングライター
- 1984年 - 岡田マリア、ラジオDJ、ファッションモデル
- 1984年 - 西田エリ、歌手
- 1985年 - ロス・ターンブル、元サッカー選手
- 1986年 - 加藤シルビア、アナウンサー
- 1986年 - 謝淑薇、テニス選手
- 1986年 - 柴田菜月、モデル、元レースクイーン
- 1986年 - ジェームズ・ミルナー、サッカー選手
- 1987年 - GILLE、歌手
- 1987年 - 栗林さみ、アナウンサー
- 1987年 - 泉水はる佳、アナウンサー
- 1987年 - 手島千尋、アナウンサー
- 1987年 - チョ・ミンホ、プロアイスホッケー選手（+ 2022年）
- 1988年 - 越川みつお、俳優
- 1989年 - ケビン・ピラー、プロ野球選手
- 1989年 - グラハム・レイホール、レーシングドライバー
- 1990年 - 山踊美輝、タレント
- 1990年 - 芦野祥太郎、プロレスラー
- 1990年 - 呉宰碩、サッカー選手
- 1990年 - アルベルト・パロスキ、サッカー選手
- 1990年 - イアゴ・ファルケ・シルバ、サッカー選手
- 1990年 - トニ・クロース、サッカー選手
- 1991年 - 東島衣里、アナウンサー
- 1991年 - パスカル・ボドマー、スキージャンプ選手
- 1992年 - 福永マリカ、女優、ファッションモデル
- 1992年 - 高木千佳、女優
- 1992年 - ミシェル未来、タレント、アイドル（元アイドリング!!!18号）
- 1992年 - クリス・ブライアント、プロ野球選手
- 1992年 - メリー・ロー・レイエス、フィギュアスケート選手
- 1993年 - 彩羽匠、プロレスラー
- 1993年 - 衛藤美彩、歌手、元グラビアアイドル、元アイドル（元乃木坂46）
- 1993年 - 伊藤彩香、元レスリング選手
- 1994年 - 神田聖司、俳優
- 1994年 - 寺崎浩平、競輪選手
- 1994年 - デリック・ヘンリー、アメリカンフットボール選手
- 1995年 - マリア・イサベル、歌手
- 1995年 - 屋比久翔平、レスリング選手
- 1996年 - 桜田佳歩、声優、
- 1996年 - 三輪晴香、女優（元ヤンチャン学園 音楽部）
- 1997年 - 市來杏香、元歌手、元パフォーマー（元Flower、元E-girls）
- 1997年 - 上村莉菜、アイドル（櫻坂46）
- 1997年 - 白藤有華、タレント
- 1997年 - ワタナベヒョウ、プロレスラー
- 1998年 - 柴田優衣、アイドル（元NMB48）
- 1998年 - 今野花織、アナウンサー
- 1998年 - 藤井大喜、ラグビー選手
- 1999年 - ダニエル・アルザニ、サッカー選手
- 1999年 - コリン・セクストン、バスケットボール選手
- 2001年 - 奥村野乃花、アイドルプロデューサー（元虹のコンキスタドール）
- 2001年 - 宮脇健太、サッカー選手
- 2002年 - 石原翔太郎、陸上競技選手
- 2002年 - 辻文哉、陸上競技選手
- 2003年 - 諸橋姫向、アイドル（元NGT48）
- 2003年 - 小沢大仁、騎手
- 2003年 - ジェイデン・マーテル、俳優
- 2005年 - ダフネ・キーン、女優
- 2005年 - 小田垣有咲、アイドル（Peel the Apple）
- 2005年 - 安藤阿雄依、サッカー選手
- 2006年 - 蕭齊、プロ野球選手
- 生年不詳 - 味方冬樹、プロレスリングアナウンサー
- 生年不詳 - 長谷川敦央[9]、声優
- 生年不詳 - 藤井麻衣、声優

## 忌日

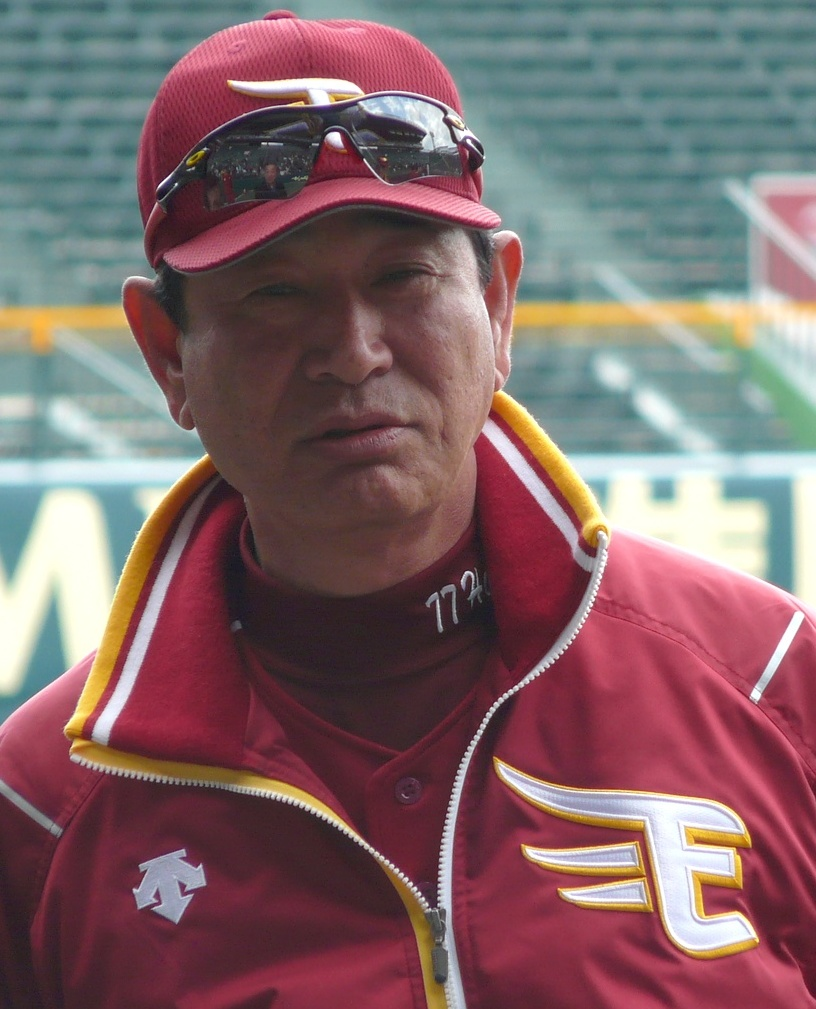
プロ野球選手・監督、星野仙一(1947-2018)没。

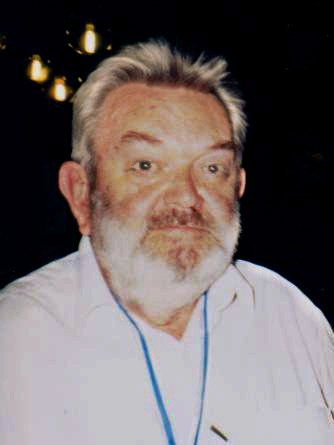
物理学者マルティヌス・フェルトマン(1931-2021)没。電弱相互作用の量子構造の解明によりゲラルド・トフーフトとノーベル物理学賞を受賞。

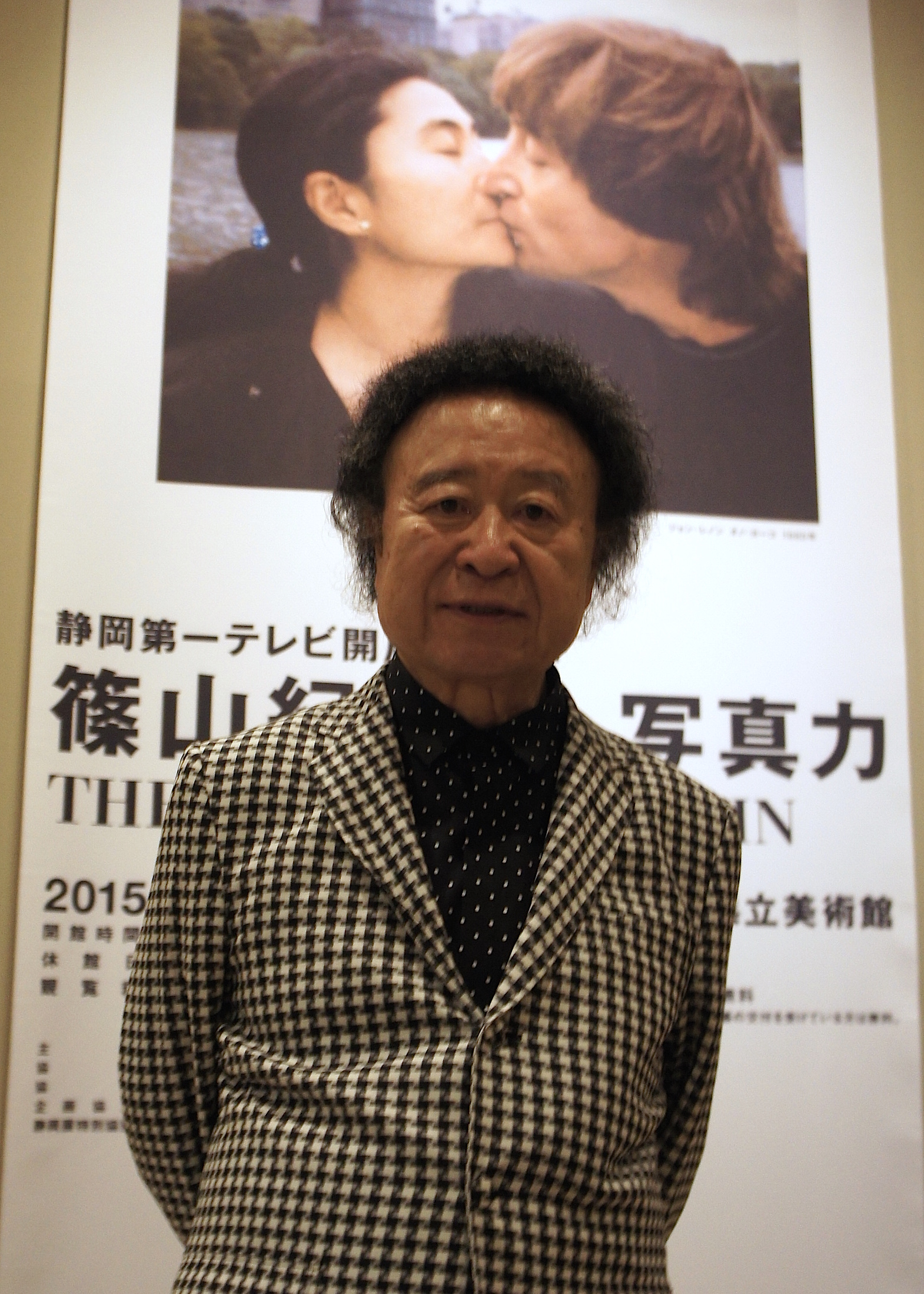
写真家、篠山紀信(1940-2024)没。宮沢りえの写真集「Santa Fe」で一躍有名となった。

- 1428年 - フリードリヒ1世、王族、マイセン辺境伯、ザクセン選帝侯（* 1370年）
- 1564年（永禄6年12月20日）- 細川氏綱、室町幕府管領（* 1514年）
- 1584年 - トビアス・シュティンマー（英語版）、画家、イラストレーター（* 1539年）
- 1603年 - オスティリオ・リッチ（イタリア語版）、数学者（* 1540年）
- 1607年 - ギリス・ファン・コーニンクスロー、画家（* 1544年）
- 1672年（寛文11年12月5日）- 佐竹義隆、第2代久保田藩主（* 1609年）
- 1752年 - ガブリエル・クラメール、数学者（* 1704年）
- 1761年 - スティーヴン・ヘールズ、生理学者、化学者、植物学者、牧師（* 1677年）
- 1778年 - シャルル＝ドミニク＝ジョセフ・アイゼン（英語版）、画家、彫刻家（* 1720年）
- 1782年 - アンジュ＝ジャック・ガブリエル、建築家（* 1698年）
- 1786年 - モーゼス・メンデルスゾーン、哲学者（* 1729年）
- 1794年 - ニコラ・リュクネール、軍人（* 1722年）
- 1798年 - ジュゼッペ・ジョルダーニ、作曲家（* 1751年）
- 1825年 - フェルディナンド1世、両シチリア王（* 1751年）
- 1829年（文政11年11月29日）- 酒井抱一、絵師（* 1761年）
- 1845年 - ルイ＝レオポルド・ボワイー、画家（* 1761年）
- 1846年 - アマーリエ・ゼーバルト、歌手（* 1787年）
- 1877年 - コーネリアス・ヴァンダービルト、実業家（* 1794年）
- 1880年 - アンゼルム・フォイエルバッハ、画家（* 1829年）
- 1892年 - 志田林三郎、電気工学者、電気学会創設者（* 1856年）
- 1903年 - アレクサンドル・アクサコフ（英語版）、作家、超常現象研究家（* 1832年）
- 1903年 - 横井玉子、教育者、女子美術大学創立者（* 1855年）
- 1905年 - セオドア・トマス、指揮者（* 1835年）
- 1906年 - 福地源一郎、ジャーナリスト（* 1841年）
- 1912年 - 東久世通禧、政治家（* 1834年）
- 1912年 - クラレンス・エドワード・ダットン、地質学者、軍人（* 1841年）
- 1913年 - アルフレート・フォン・シュリーフェン、ドイツ陸軍参謀総長（* 1833年）
- 1919年 - ゲオルク・フォン・ヘルトリング、第7代ドイツ国首相（* 1843年）
- 1920年 - ベニート・ペレス・ガルドス、小説家（* 1843年）
- 1922年 - 石原和三郎、作詞家（* 1865年）
- 1924年 - アルフレート・グリュンフェルト、ピアニスト、作曲家（* 1852年）
- 1925年 - 平瀬作五郎、植物学者（* 1856年）
- 1931年 - ロジャー・コナー、元プロ野球選手（* 1857年）
- 1931年 - 沢村真、官僚、農学者（* 1865年）
- 1936年 - ジェームズ・チャーチワード、作家（* 1851年）
- 1939年 - 比田井天来、書家（* 1872年）
- 1940年 - 根津嘉一郎 (初代)、実業家、東武鉄道オーナー（* 1860年）
- 1941年 - アンリ・ベルクソン、哲学者（* 1859年）
- 1942年 - レオン・イェッセル、作曲家（* 1871年）
- 1942年 - メルビン・シェパード、1908年ロンドンオリンピック・1912年ストックホルムオリンピック金メダリスト（* 1883年）
- 1944年 - ジーン・タトロック（英語版）、ライター、精神科医（* 1914年）
- 1953年 - 秩父宮雍仁親王、皇族（* 1902年）
- 1956年 - 西村真琴、ロボット学者（* 1883年）
- 1958年 - 成瀬無極、ドイツ文学者、翻訳家、京都帝国大学名誉教授（* 1885年）
- 1960年 - ダドリー・ニコルズ、脚本家（* 1895年）
- 1960年 - アルベール・カミュ、小説家（* 1913年）
- 1961年 - エルヴィン・シュレーディンガー、物理学者（* 1887年）
- 1961年 - バリー・フィッツジェラルド、俳優（* 1888年）
- 1965年 - T・S・エリオット、詩人（* 1888年）
- 1965年 - 加藤斌、元プロ野球選手（* 1944年）
- 1969年 - 高野源進、内務官僚、弁護士、政治家、元山梨県知事、警視総監、広島県知事（* 1895年）
- 1969年 - ポール・チェンバース、ジャズベーシスト（* 1935年）
- 1971年 - アーサー・クリフォード・ハワード（ドイツ語版）、技術者、発明家（* 1893年）
- 1971年 - 勝平得之、版画家（* 1904年）
- 1972年 - 津雲国利、政治家（* 1893年）
- 1973年 - 坂田道男、教育者、政治家、元八代市長（* 1887年）
- 1975年 - カルロ・レーヴィ、画家（* 1902年）
- 1976年 - 古屋貞雄、政治家、弁護士（* 1889年）
- 1976年 - 徳永豊、弁護士、画家、政治家、第7代福山市長（* 1895年）
- 1978年 - 前田佳都男、政治家、第26代科学技術庁長官（* 1910年）
- 1978年 - 小山内宏、著作家、軍事評論家（* 1916年）
- 1980年 - 金刺不二太郎、政治家、元川崎市長・全国市長会会長（* 1895年）
- 1980年 - 石井庄八、元レスリング選手、1952年ヘルシンキオリンピック金メダリスト（* 1926年）
- 1984年 - 丸山熊雄、フランス文学者（* 1907年）
- 1984年 - 津田信敏、舞踏家（* 1910年）
- 1985年 - 白浜仁吉、政治家（* 1908年）
- 1985年 - 久保寺雄二、元プロ野球選手（* 1958年）
- 1986年 - ウィルバー・ラウンディング・フランクス（英語版）、科学者、発明家（* 1901年）
- 1986年 - クリストファー・イシャーウッド、小説家（* 1904年）
- 1986年 - フィル・ライノット、ロックンロール歌手、ベーシスト（シン・リジィ）（* 1949年）
- 1987年 - ロレッタ・ベンダー（英語版）、小児神経精神科医（* 1897年）
- 1988年 - リリー・ラスキーヌ、ハープ奏者（* 1893年）
- 1990年 - ハロルド・ユージン・エジャートン、工学者（* 1903年）
- 1991年 - リチャード・メイボーム、映画プロデューサー（* 1909年）
- 1993年 - 藤田たき、婦人運動家、教育者、元津田塾大学学長・新日本婦人同盟会長（* 1898年）
- 1993年 - ダニエル・クレイヴン（英語版）、ラグビーユニオン選手（* 1910年）
- 1993年 - 桂春蝶 (2代目)、落語家（* 1941年）
- 1995年 - 深水六郎、官僚、政治家、実業家、元熊本放送社長（* 1901年）
- 1995年 - エドゥアルド・マータ、指揮者（* 1942年）
- 1996年 - 川村晃、小説家（* 1927年）
- 1999年 - 植芝吉祥丸、武道家（* 1921年）
- 2001年 - レス・ブラウン（英語版）、ジャズミュージシャン（* 1912年）
- 2002年 - 向井敏、エッセイスト（* 1930年）
- 2003年 - イフラ・ニーマン、ヴァイオリニスト（* 1923年）
- 2003年 - コンラッド・L・ホール、撮影監督（* 1926年）
- 2003年 - 新田敞、新潮社顧問（* 1927年）
- 2004年 - ジョン・トーランド、ノンフィクション作家、ピューリッツァー賞作家（* 1912年）
- 2004年 - ジョーン・エイケン、児童文学作家（* 1924年）
- 2004年 - ブライアン・ギブソン、映画監督（* 1944年）
- 2005年 - 岸辺成雄、音楽学者、東京大学名誉教授（* 1912年）
- 2005年 - 佐川明、実業家、元栗田工業社長（* 1914年）
- 2005年 - ロバート・ハイルブローナー（英語版）、経済学者、経済思想史家（* 1919年）
- 2006年 - アーヴィング・レイトン、詩人（* 1912年）
- 2006年 - 万井正人、医学者、京都大学名誉教授（* 1921年）
- 2006年 - ネル・ファン・フリート（英語版）、競泳選手、1948年ロンドンオリンピック金メダリスト（* 1926年）
- 2006年 - 高木正明、政治家、元北海道開発庁・沖縄開発庁長官（* 1929年）
- 2006年 - 菊地勇一、俳優（* 1934年）
- 2006年 - マクトゥーム・ビン＝ラーシド・アール＝マクトゥーム、ドバイアミール・アラブ首長国連邦副大統領（* 1943年）
- 2007年 - 岡本陸人、実業家、あかね書房創業者（* 1911年）
- 2007年 - マレー・フィリューン、南アフリカ大統領（* 1915年）
- 2007年 - ジョン・ウィスター・シンプソン、電子工学研究者（* 1914年）
- 2008年 - 吉野平八郎[10]、実業家、元東武鉄道専務、元独協学園理事長（* 1915年）
- 2008年 - 北山六郎[11]、弁護士、元日弁連会長（* 1922年）
- 2008年 - 田村秀昭、元参議院議員、国民新党副代表（* 1932年）
- 2008年 - 山本琢也、元アナウンサー（* 1968年）
- 2009年 - イヴァン・ガビジャン、陸上競技選手、1948年ロンドンオリンピック銀メダリスト（* 1923年）
- 2009年 - 洪悦郎、建築学者、北海道大学名誉教授（* 1924年）
- 2009年 - フランシス・コーワン、実業家、海洋冒険家、カヌービルダー（* 1926年）
- 2009年 - 横川新、国際法学者、第12代成城大学学長（* 1936年）
- 2009年 - レオ・クライシュテルス、元サッカー選手（* 1956年）
- 2009年 - ジゼール・サランディ、プロボクサー（* 1987年）
- 2010年 - ヨハン・フェリエール、政治家、スリナム初代大統領（* 1910年)
- 2010年 - 山口彊、二重被爆が初認定された人物（* 1916年）
- 2010年 - 永野茂門、陸上自衛隊の陸上幕僚長、第57代法務大臣（* 1922年）
- 2010年 - 堂本元次、日本画家（* 1923年）
- 2010年 - 山元勉、衆議院議員（* 1932年）
- 2010年 - 溝上恵、地震学者、東京大学名誉教授（* 1936年）
- 2010年 - トニー・クラーク（英語版）、ギタリスト（* 1941年)
- 2010年 - ケイシー・ジョンソン、ソーシャライト（* 1979年）
- 2011年 - ディック・キング＝スミス、児童文学作家（* 1922年）
- 2011年 - 又賀曻[12]、化学者（* 1927年）
- 2011年 - ジェリー・ラファティ（英語版）、シンガー・ソングライター（* 1947年）
- 2011年 - 乃村義博[13]、実業家、元乃村工藝社会長（* 1949年）
- 2011年 - ミック・カーン、ミュージシャン、元ジャパンベーシスト（* 1958年）
- 2011年 - アリー・レザー・パフラヴィー、イラン・パフラヴィー朝のシャー（* 1966年）
- 2012年 - 局哲平、実業家、元井筒屋社長・元九州百貨店協会会長（* 1911年）
- 2012年 - イヴ・アーノルド、写真家（* 1912年）
- 2012年 - 佐和誠、翻訳家（* 1928年）
- 2012年 - 大石尚子、政治家（* 1936年）
- 2012年 - 千藤幸蔵、作曲家、三味線演奏家（* 1937年）
- 2012年 - 長瀬弘樹、作詞家、作曲家、歌手（* 1975年）
- 2013年 - 木村栄一、保険学者、一橋大学名誉教授（* 1925年）
- 2013年 - 辻第一、医師、政治家（* 1926年）
- 2013年 - 鳥居民、歴史作家、評論家（* 1928年）
- 2014年 - 石川滋、経済学者、一橋大学・青山学院大学名誉教授、ロンドン大学東洋アフリカ研究学院名誉客員教授（* 1918年）
- 2014年 - 今井重幸、現代音楽作曲家（* 1933年）
- 2014年 - 遠藤浩一、文芸評論家（* 1958年）
- 2015年 - 阿部昭吾、政治家（* 1928年）
- 2015年 - 舟橋功一、政治家、元埼玉県川越市長（* 1932年）
- 2015年 - 藤本信行、脚本家（* 1957年）
- 2016年 - ミシェル・ガラブリュ、俳優（* 1922年）
- 2016年 - ヨシダ・ヨシエ[14]、美術評論家（* 1929年）
- 2016年 - 矢形勝洋、元プロ野球選手（* 1934年）
- 2016年 - 三遊亭圓雀 (5代目)、落語家（* 1949年）
- 2017年 - 槌野信徳[15]、実業家、元モロゾフ社長（* 1921年）
- 2017年 - ジョルジュ・プレートル、指揮者（* 1924年）
- 2018年 - アハロン・アッペルフェルド、作家（* 1932年）
- 2018年 - 矢数浩、政治家、元茨城県常陸大宮市長（* 1933年）
- 2018年 - レイ・トーマス（英語版）、歌手、フルート奏者、作曲家（ムーディー・ブルース）（* 1941年）
- 2018年 - 星野仙一、元プロ野球選手、元プロ野球監督（* 1947年）
- 2018年 - 小濱正博、外科医、元NPO法人MESHサポート理事長（* 1954年）
- 2019年 - ハロルド・ブラウン、物理学者、政治家、第14代国防長官（* 1927年）
- 2019年 - ハロルド・デムゼッツ、経済学者、カリフォルニア大学ロサンゼルス校名誉教授（* 1930年）
- 2019年 - 横田順弥、SF作家（* 1945年）
- 2020年 - ロレンツァ・マッツェッティ、小説家（* 1927年）
- 2020年 - ジョルジュ・デュブッフ（フランス語版）、実業家、ワイン醸造家（* 1933年）
- 2020年 - 吉用清、剣術家、二天一流第12代宗家（* 1948年）
- 2020年 - 今宮純、モータースポーツジャーナリスト（* 1949年）
- 2020年 - 広谷順子、歌手、作曲家（* 1956年）
- 2021年 - 黒田吉益、地球科学者、信州大学名誉教授、元日本地質学会会長（* 1927年）
- 2021年 - トム・アッカー、元プロ野球選手（* 1930年）
- 2021年 - マルティヌス・フェルトマン、物理学者、ノーベル物理学賞受賞者（* 1931年）
- 2021年 - グレゴリー・シエラ、俳優（* 1937年）
- 2021年 - ゆうき哲也、お笑いタレント、俳優（元チャンバラトリオ）（* 1941年）
- 2021年 - タニア・ロバーツ、女優（* 1955年）
- 2022年 - ヴァランティーヌ・リニー、スーパーセンテナリアン（* 1906年）
- 2022年 - 馬場よ志、スーパーセンテナリアン（* 1907年）
- 2022年 - ジョーン・コープランド（英語版）、女優（* 1922年）
- 2022年 - 田中慶秋、政治家、第90代法務大臣（* 1938年）
- 2022年 - 34代式守伊之助、元大相撲立行司（* 1941年）
- 2022年 - ケビン・カルコーベン、実業家、元KVレーシング・テクノロジー共同オーナー（* 1944年）
- 2022年 - 比屋根吉信、元野球選手（* 1951年）
- 2023年 - フェイ・ウェルドン、作家、エッセイスト、劇作家（* 1931年）
- 2023年 - ヴォロドィームィル・ラドチェンコ、政治家、元KGBシロヴィキ、元内務大臣（* 1948年）
- 2023年 - ロジー・ミッターマイヤー、アルペンスキーヤー、1976年インスブルックオリンピック金メダリスト（* 1950年）
- 2023年 - ミシェル・フェルテ、レーシングドライバー（* 1958年）
- 2024年 - グリニス・ジョンズ、女優（* 1923年）
- 2024年 - ジョン・ホワイト、作曲家（* 1936年）
- 2024年 - フレッド・チャペル、作家、詩人（* 1936年）
- 2024年 - 篠山紀信、写真家（* 1940年）
- 2024年 - デヴィッド・ソウル、俳優、歌手（* 1943年）
- 2024年 - クリスチャン・オリヴァー、俳優（* 1972年）
- 2024年 - 横山知伸、元プロサッカー選手（* 1985年)
- 2025年 - 飯田喜四郎、建築史家（* 1924年）
- 2025年 - クロード・アレグル、地球化学者、政治家（* 1937年）
- 2025年 - 馬淵かの子、飛込競技選手（* 1938年）
- 2025年 - 村田満、鮎釣り名人（* 1939年）

## 記念日・年中行事
- 正月
  - 初売り
  - 鏡開き（京都）
- 官公庁御用始め・仕事始め（ 日本）
官公庁は1873年（明治6年）より、12月29日から1月3日までを休暇とすることが法律で定められており、4日が仕事始めとなる（土・日曜日の場合は直後の月曜日となる）。銀行等の金融機関はこの日を仕事始めの日とする所が多い。1869年（明治2年）から改暦前までは旧12月29日（年によっては大晦日）から旧1月3日まであった。
- 取引所大発会（ 日本）
上記官公庁同様に4日が土・日曜日にあたる場合には直後の月曜日となる。
- 独立記念日（ ミャンマー）
1948年1月4日にイギリスから独立しビルマ連邦共和国が成立した。
- 石の日
「い（1）し（4）」（石）と読む語呂合わせから。 地蔵や狛犬、墓石などに触れると願いが叶うとされる。
- 世界点字デー (世界盲人連合)
ルイ・ブライユの誕生日に因んで制定された。
- 新日本プロレスは2007年より毎年この日、東京ドーム（東京都文京区）にて正月興行の「WRESTLE KINGDOM」[注 1]を行っており、プロレスファンからは「1.4（いってんよん）」の愛称で親しまれている。